# Monarquia da Bélgica
A Monarquia da Bélgica é uma monarquia constitucional. O monarca hereditário, atualmente Filipe I, é o chefe de estado e é oficialmente chamado de Rei dos Belgas (em neerlandês: Koning der Belgen, em francês:  Roi des Belges, em alemão:  König der Belgier).

## Origens
Quando a Bélgica se tornou independente em 1830, o congresso nacional da Bélgica optou por uma monarquia constitucional como a forma de governo. O congresso votou sobre a questão em 22 de novembro de 1830, apoiando a monarquia por 174 votos a 13. Em fevereiro de 1831, o congresso nomeou Luís Carlos Filipe Rafael d'Orléans, o filho do  rei francês Luís Filipe, mas opiniões internacionais dissuadiram Louís Filipe de aceitar a honra de seu filho.
Após esta recusa, o congresso nacional nomeou Erasmo Luis Surlet de Chokier para ser o regente da Bélgica em 25 de fevereiro de 1831, tornando-se assim o primeiro chefe de estado da Bélgica independente. Leopoldo de Saxe-Coburg-Gota foi designado como o Rei dos Belgas pelo congresso nacional e jurou fidelidade à constituição belga na frente da Igreja de Sint Jacobs no Palácio de Coudenberg, em Bruxelas em 21 de julho. Este dia se tornou um feriado nacional para a Bélgica e seus cidadãos.

## Hereditariedade e sistema constitucional
Como um sistema de monarquia constitucional hereditária, o papel e o funcionamento da monarquia belga é regida pela constituição da Bélgica. A Casa Real do Rei é designada exclusivamente para um descendente do primeiro rei dos belgas, Leopoldo I.
Vinculado pela constituição (acima de todas  outras considerações ideológicas e religiosas, opiniões políticas e debates de interesses econômicos),  o rei atua como árbitro e guardião da unidade da Bélgica e da sua independência. Os monarcas da Bélgica são entronizados sem a bênção do Igreja Católica em uma cerimônia puramente civil de posse. Estas palavras ("acima de todas as outras considerações ideológicas e religiosas, opiniões políticas e debates de interesses econômicos") não são escritos na constituição belga: não obstante, estão de acordo com o espírito da constituição. Existem relatos, no entanto, de monarcas belgas não respeitando sempre este espírito.

### A monarquia constitucional
O Reino da Bélgica nunca foi uma monarquia absoluta. No entanto, em 1961, o historiador Ramon Arango, escreveu que a monarquia belga não é verdadeiramente constitucional.

## Leopoldo I, Leopoldo II, Alberto I
Leopoldo I da Bélgica era chefe de negócios estrangeiros como um monarca do antigo regime. Os chanceleres tinham uma autoridade concedida apenas aos ministros do rei francês Leopoldo I se tornou rapidamente um dos sócios mais importantes da Société Générale de Belgique
Em várias ocasiões, o filho de Leopoldo, Leopoldo II da Bélgica, expressou publicamente suas opiniões contra o governo (em 15 de agosto de 1887, contra o primeiro-ministro Auguste Marie François Beernaert), ou algum outro membro do governo (mais uma vez contra Beernaert em 1905). Para Yvon Gouet este comportamento não estava em conformidade com o sistema parlamentar.
Além disso, no início da Primeira Guerra Mundial, Alberto I da Bélgica afirmou que ele estava no comando do exército belga em contrário ao primeiro-ministro Charles de Broqueville e, de acordo com Raymond Fusilier, também contra a constituição belga.   Luc Schepens escreveu opiniões semelhantes: "As duas principais vítimas da Primeira Guerra Mundial são a constituição e o regime parlamentar. O rei tem agido em  um papel de desacordo com o espírito da constituição". Por exemplo, em 17 de maio de 1926, em carta pública, Albert afirmou que ele tinha fé no governo de Henri Jaspar e, perante o parlamento, aprovou um voto de confiança neste.

## Leopoldo III, Balduíno I
Louis Wodon (o chefe de gabinete de Leopoldo III,  1934-1940), pensava que o juramento do rei à constituição implicava em uma posição real, sob e acima da constituição. Ele comparou o rei a um pai, ao chefe de uma família De acordo com Arango, Leopoldo III da Bélgica compartilhava esses pontos de vista a respeito da monarquia belga.
Em 1991, no fim do reinado de Balduíno I, o senador Yves de Wasseige, um ex-membro do Tribunal Constitucional da Bélgica, citou quatro pontos de democracia que a constituição belga não tem:
1. O rei escolhe os ministros;
2. O rei é capaz de influenciar os ministros quando fala com eles sobre as leis, projetos e indicações; # O rei promulga leis; e
3. O rei deve concordar com qualquer alteração da constituição.[12]

### Consequências constitucionais, políticas e históricas
A monarquia belga tornou-se imediatamente uma monarquia constitucional, modelada após o do  Reino Unido.
| “ | Deve ser observado que todas as monarquias têm sofrido períodos de mudança como resultado do qual o poder do soberano foi reduzido, mas para a maior parte esses períodos ocorreram antes do desenvolvimento do sistema da monarquia constitutional e seus passos levaram à criação desse sistema. | ” |

A evidência disto é característica no Reino Unido da Grã-Bretanha, onde houve uma evolução a partir do momento em que os reis governavam por meio dos atos de ministros para que com o tempo os ministros pudessem  governar através da instrumentalidade da coroa.
Ao contrário do sistema constitucional britânico, na Bélgica a monarquia passou por uma evolução tardia que veio depois do estabelecimento do sistema constitucional monárquico, porque, em 1830-1831, independente do estado do sistema, os parlamentares e a monarquia foram estabelecidos simultaneamente. Hans Daalder, professor de ciência política na Rijksuniversiteit Leiden escreveu:
| “ | Será que tais desenvolvimentos simultâneos não resultaram em uma falha possível ao estabelecer os limites das prerrogativas reais com alguma precisão - o que implicou que a visão do rei como o Guardião da Nação, com direitos e deveres tiveram sua legitimidade contestada? | ” |

Para Raymond Fusilier, a monarquia belga teve que ser colocada - ao menos no início - entre os regimes onde o rei governa e no regime quando o rei não governa, mas apenas reina. A monarquia belga é mais perto do princípio de que o rei não governa. Mas os reis belgas não eram apenas a cabeça de uma peça nobre da constituição. A monarquia belga não é meramente simbólica, porque ela corre na em que o rei concorda com seus ministros. Para Francis Delpérée, reinar não significa apenas presidir cerimônias, mas também participar na organização do Estado. . O historiador belga Jean Stengers escreveu que alguns estrangeiros acreditam que a monarquia é indispensável à unidade nacional. O rei é apenas uma peça sobre a cena política (em francês, traduzido literalmente:no tabuleiro), mas uma peça importante.

### O monarca é o resultado e não a causa da homogeneidade e do consenso
O autor Ramon Arango pensa que a monarquia belga não é "verdadeiramente constitucional" ou talvez seja uma monarquia constitucional, mas "cujo soberano tem concedido poder desproporcional ao de um monarca constitucional, a fim de que possa realizar uma função oficial, e a manutenção da unidade nacional", principalmente acima dos conflitos da província de Valónia e de Flandres, mas também acima de outros conflitos regionais. Arango concluiu dizendo sobre a greve geral contra Leopoldo  III da Bélgica:
| “ | Por que os principais antagonistas alcançaram tal impasse em meados do verão de 1950? Um monarca constitucional moderno é a personificação da unidade histórica e nacional de auto-identificação, mas ele funciona com sucesso nesta capacidade somente se já existe uma tradição comum a cada um dos seus súditos e, se o povo, do qual ele é o reflexo, são em todo capazes de serem espelhados em uma única imagem não distorcida. O monarca, em outras palavras, é o resultado, não a causa da homogeneidade e do consenso. A questão do consenso é o centro da questão real. Para o belga, o caso estava focado em todas as outras questões sobre as quais havia uma falta de harmonia na sociedade do país - a identidade étnica, os problemas linguísticos, religiosos e econômicos... | ” |

Arango é de opinião que os habitantes da Bélgica não compartilham uma tradição comum, mas que ao longo dos séculos os flamengos e valões mantiveram identidades separadas. Ele escreveu que, na época da revolução belga de 1830, eles ainda estavam separados, e que vivem em territórios separados desde o início, e “até no presente".

## Lista dos reis dos Belgas
Até a data,  todos os monarcas pertenceram à Casa de Saxe-Coburgo-Gota.

## Título
O título próprio do monarca belga é "Rei dos Belgas" em vez de "Rei da Bélgica". O título de "Rei dos Belgas" indica uma monarquia popular ligada ao povo da Bélgica (ou seja, a vida e Chefe de Estado hereditário; ainda ratificado pela vontade popular), enquanto o outro indicaria o padrão de uma monarquia constitucional  ou uma  monarquia absoluta ligada ao território ou ao Estado. Por exemplo, em 1830,o rei Luís Filipe I de França foi proclamado "rei dos franceses" em vez de "rei da França". O monarca grego foi intitulado "Rei dos Helenos", indicando uma ligação pessoal com as pessoas, não apenas o Estado. Além disso, a  tradução em latim de "Rei da Bélgica" teria sido Rex Belgii, que desde 1815 era o nome usado no Rei dos Países Baixos.  Portanto, os separatistas belgas escolheram Rex Belgarum.
A Bélgica é a única monarquia europeia atual à qual não se aplica a tradição do novo monarca automaticamente subir ao trono após a morte ou abdicação do monarca anterior. De acordo com a constituição dos belgas, o monarca acede ao trono apenas ao realizar um juramento constitucional. O rei Alberto II não se tornou monarca em 31 de julho de 1993 (o dia em que seu irmão morreu), mas em 9 de agosto de 1993, quando ele fez o juramento constitucional.  Em todas as outras monarquias europeias, o monarca assume o título no momento em que o predecessor morre ou abdica. É a passagem chamada de ''The King is dead. Long live the King!''.
O juramento constitucional belga é o seguinte:
| “ | Eu juro para observar a Constituição da Bélgica e as leis do povo belga, para manter a independência nacional e a integridade do território que, que é tomada nas três línguas oficiais: o francês, o neerlandês e o alemão. | ” |

Os membros da família real belga são muitas vezes conhecidos por dois nomes: um holandês e um francês. Por exemplo, o atual rei é chamado de Filipe em francês e "Filip" em holandês;  o quinto rei dos belgas foi Baudouin em francês e Boudewijn em neelandês (“Balduíno”, em português).

## Papel constitucional

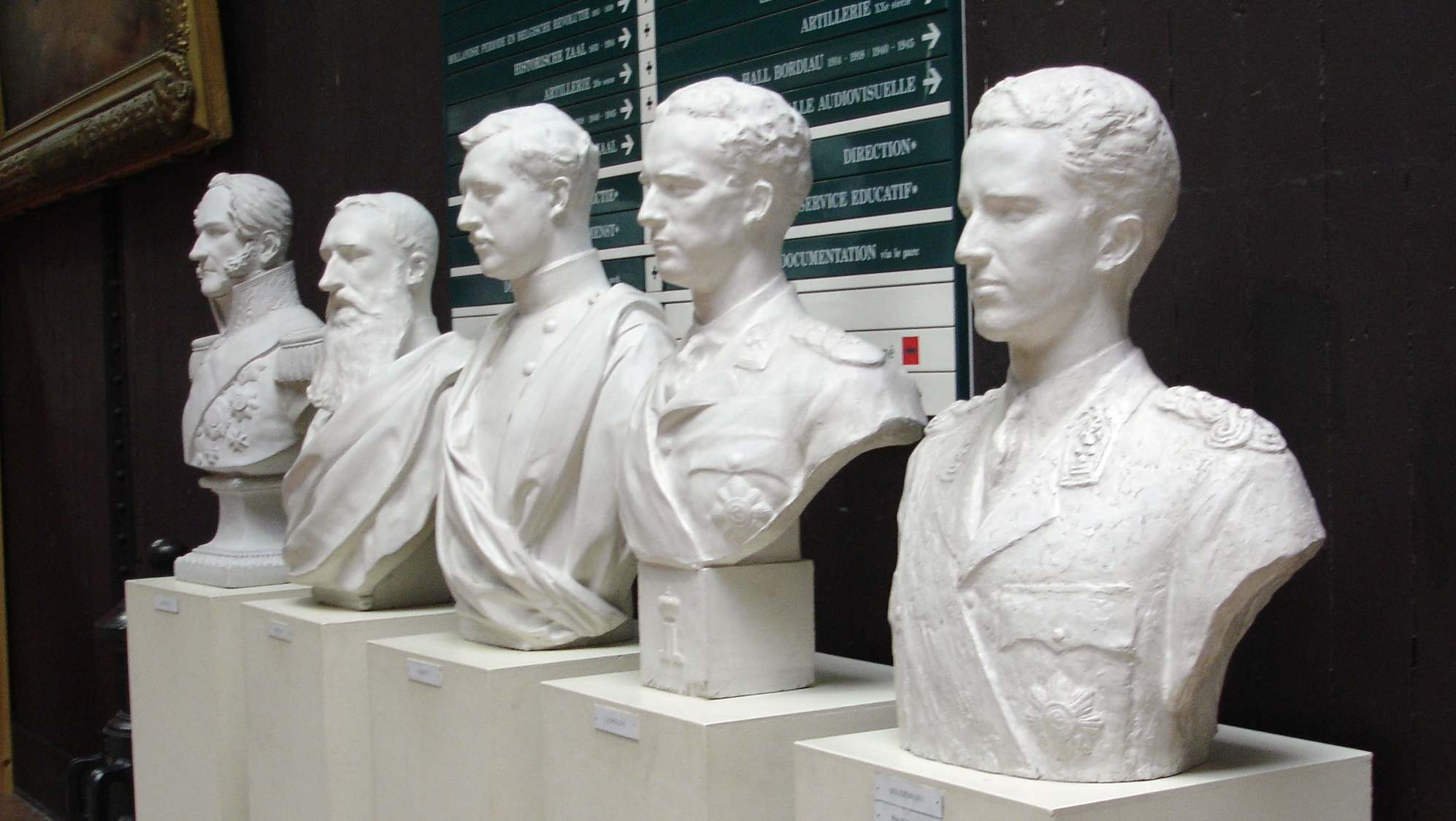
Bustos dos anteriores Reis dos Belgas

A monarquia belga simboliza e mantém um sentimento de unidade nacional, representando o país em funções públicas e reuniões internacionais.
Além disso, o monarca tem uma série de responsabilidades no processo da formação do governo. O procedimento geralmente começa com a nomeação do "Informateur" pelo monarca. Depois das eleições gerais o Informateur informa oficialmente o monarca das principais formações políticas que podem estar disponíveis para a governança. Após esta fase, o monarca pode nomear outro informateur ou nomear um "formador ", que terá o encargo de formar um novo governo, da qual ele/ela geralmente se torna o primeiro-ministro.
A constituição da Bélgica confia ao monarca  poderes executivos federais: a nomeação e demissão dos ministros, a implementação das leis aprovadas pelo parlamento federal da Bélgica , a apresentação de leis para o parlamento federal e a gestão das relações internacionais. As sanções do monarca negam e promulgam todas as leis aprovadas pelo parlamento. De acordo com o artigo 106 da constituição belga, o monarca não pode agir sem a assinatura do ministro responsável, que ao fazê-lo assume a responsabilidade política. Isto significa que o poder executivo federal é exercido na prática pelo governo federal belga, que é responsável perante a câmara dos representantes da Bélgica, em conformidade com o artigo 101 da constituição.
O monarca recebe o primeiro-ministro no Palácio de Bruxelas pelo menos uma vez por semana, e também regularmente chama os outros membros do governo para o palácio a fim de discutir assuntos políticos. Durante estas reuniões, o monarca tem o direito de ser informado de propostas de políticas governamentais, possui o direito de aconselhar, e o direito de alertar sobre qualquer assunto como lhe  aprouver. O monarca também mantém encontros com os líderes de todos os principais partidos políticos e membros regulares do parlamento. Todas estas reuniões são organizadas pelo gabinete político pessoal do monarca que faz parte da Casa Real.
O monarca é o comandante chefe das forças armadas belgas e faz as nomeações para as posições mais altas. Os nomes dos candidatos são enviados para o monarca pelo ministério da defesa. Os deveres militares do monarca são realizados com a ajuda da casa militar, que é chefiada por um escritório geral.  Os belgas podem escrever para o monarca quando encontram dificuldades com os poderes administrativos.
O monarca é também um dos três componentes do poder legislativo federal, de acordo com a Constituição belga, juntamente com as duas câmaras do parlamento federal: a câmara dos representantes da Bélgica e o senado belga.

## Inviobilidade
O artigo 88 da constituição da bélgica prevê que "a pessoa do rei é inviolável, os seus ministros são responsáveis". Isto significa que o rei não pode ser processado, preso ou condenado por crimes, e não pode ser intimado a comparecer perante um tribunal civil e não é responsável perante o parlamento federal da Bélgica. Esta inviolabilidade foi considerada incompatível com o artigo 27 do Estatuto de Roma do Tribunal Penal Internacional que afirma que a capacidade oficial não deve dispensar uma pessoa de responsabilidade criminal ao abrigo do estatuto.

## Casa Real

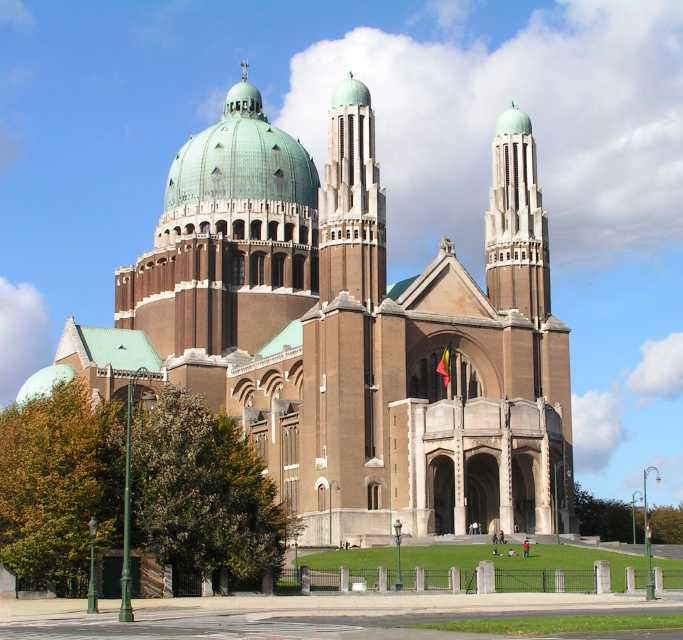
Basílica do Sagrado Coração, Bruxelas é a basílica nacional da Bélgica.

A Casa do Rei (em neerlandês:   Het Huis van Koning de, em francês:   La Maison du Roi, em alemão:   Das Haus des Königs) foi reorganizada em 2006, e consiste em sete departamentos autônomos e do Comitê do Tribunal de Direção. Cada chefe de departamento é responsável pelo seu departamento e é responsável perante o rei.
Os seguintes departamentos compõem atualmente a casa do rei:
- Departamento para os assuntos econômicos, sociais e culturais
- Gabinete do rei
- Casa militar do rei
- Lista civil do rei
- Departamento de relações exteriores
- Departamento de protocolo do tribunal
- Departamento de petições

O chefe de gabinete do rei é responsável por lidar com questões políticas e administrativas e para manter as relações com o governo, sindicatos e círculos industriais. Em relação ao rei, o chefe auxilia no acompanhamento dos acontecimentos atuais; informa sobre todos os aspectos da vida belga; propõe e prepara o público; auxilia na preparação de discursos e informa o rei sobre os desenvolvimentos nos assuntos internacionais. O chefe de gabinete é assistido pelo assessor adjunto e jurídico, o assessor de imprensa e do arquivista. O atual chefe de gabinete é Jacques van Ypersele de Strihou, que é por vezes referido sarcasticamente como vice-rei, Richelieu ou Rasputin.
O chefe da casa militar do rei auxilia o rei no cumprimento de seus deveres no campo de defesa. Ele informa ao rei sobre todos os assuntos de segurança, políticas de defesa, e as opiniões dos principais países parceiros da Bélgica e todos os aspectos das forças armadas da Bélgica. Ele organiza os contatos do rei com as forças armadas, informa nos campos da investigação científica e policial e coordena os assuntos com associações patrióticas. A casa militar é também responsável pela gestão do sistema do computador do palácio. O chefe da casa militar é um diretor geral, sendo  atualmente o general Jef Van den  e é assistido por um consultor, atualmente tenente-coronel aviador Serge Vassart.
Os assessores Aides-de-Camp do rei são oficiais superiores escolhidos pelo monarca e encarregados de executar determinadas tarefas em seu nome, como representá-lo em eventos. Os escudeiros do rei são jovens oficiais que se revezam preparando as  atividades do rei, informando-o sobre todos os aspectos que podem ser importantes para ele e fornecer quaisquer outros serviços úteis, tais como anunciar visitantes. O equerry acompanha o rei nas suas viagens, exceto para aquelas de natureza estritamente privada.
O intendente da lista civil do rei é responsável por gerenciar os recursos materiais, financeiros e humanos da casa do rei. Ele é auxiliado pelo comandante dos palácios reais, o tesoureiro da lista civil do rei e do consultor da lista civil. O intendente da lista civil também aconselha o rei no campo de energia, ciências e cultura e administra as atividades de caça do rei. O comandante dos palácios reais é principalmente responsável, em estreita cooperação com o chefe de protocolo, no apoio logístico das atividades e na manutenção e limpeza dos palácios, castelos e residências. Ele também é diretor do Hunts Royal.
O chefe do protocolo é encarregado de organizar os compromissos públicos do rei e da rainha, como audiências, recepções e banquetes oficiais do palácio, bem como atividades formais fora do palácio. Ele é auxiliado pelo secretário da rainha, que é o principal responsável por propor e preparar as audiências e visitas da rainha.
O chefe do departamento para os assuntos econômicos, sociais e culturais aconselha o rei no domínio econômico, social e cultural. Ele também é responsável por fornecer a coordenação das reuniões do comitê gestor. O chefe do departamento de relações exteriores informa o rei a evolução da política internacional, auxilia o rei do ponto de vista diplomático em visitas reais no exterior e prepara audiências do rei no campo internacional. Ele também é responsável por manter contatos com missões diplomáticas estrangeiras. O chefe do departamento de petições é responsável  do processamento de petições e pedidos de ajuda social dirigida ao rei, a rainha ou outros membros da família real. Ele também é responsável pela análise e pela coordenação de favores reais, assim como nas atividades relacionadas com os  jubileus.
Para a proteção pessoal do rei e da família real, bem como para a vigilância das propriedades reais, a polícia federal da bélgica em todos os momentos fornece detalhes de segurança do palácio real, comandados por um comissário de polícia.
Existem atualmente duas outras casas reais na corte belga: a Casa de Sua Majestade a rainha Fabíola e a Casa de Suas Altezas Reais o duque e a duquesa de Brabant.

## Linha de sucessão
Na linha de sucessão ao trono belga usa-se a primogenitura igual entre sexos; desde 1991 homens e mulheres têm os mesmos direitos de sucessão, mas isso só conta para os filhos do Rei Alberto II. Antes de 1991, a Bélgica utilizava a lei Sálica.
A princesa Isabel da Bélgica, é a primeira na linha de sucessão ao trono da Bélgica. Os seus irmãos o príncipe Gabriel da Bélgica, o príncipe Emanuel da Bélgica, e a princesa Leonor da Bélgica sãos herdeiros do trono belga atrás de Isabel.
Em seguida, há os outros filhos do rei Alberto II: Astrid da Bélgica, Lourenço da Bélgica e seus sucessores.

## Família real belga
Membros da família real possuem o título de "Príncipe (Princesa) da Bélgica" com o estilo de Sua Alteza Real. Antes da Primeira Guerra Mundial usaram os títulos adicionais de "Príncipe (Princesa) de Saxe-Coburg e Gota" e "Duque (Duquesa) da Saxônia" como membros da Casa de Wettin. Os filhos e marido da princesa Astrid não teriam direito a esses títulos pois  pertencem a uma linha agnática diferente, a Casa da Áustria-Este.
Alberto II (nascido em 6 de junho de 1934). Casado com a princesa Paola da Bélgica; que recebeu o título de princesa de Liège ao casar; desde 2 de julho de 1959. Tem três filhos:
- Rei Filipe da Bélgica (nascido em 15 de abril de 1960). Ele se casou, em 4 de dezembro de 1999, jonkvrouwe Matilde da Bélgica, que teve o título de "princesa" um dia antes de seu casamento. Ela é uma filha do antes conde Patrick d'Udekem d'Acoz e sua esposa, a condessa Anna Maria Komorowska. Eles têm quatro filhos:
  - Isabel da Bélgica, Duquesa do Brabante
  - Gabriel da Bélgica
  - Emanuel da Bélgica
  - Leonor da Bélgica.
- Astrid da Bélgica (nascida em 5 de junho de 1962). Ela é a esposa do arquiduque Lorenz da Áustria-Este, com quem se casou em 22 de setembro de 1984 . Eles têm cinco filhos:
  - Amedeo da Bélgica
  - Maria Laura da Bélgica
  - Joaquim da Bélgica
  - Luísa Maria da Bélgica
  - Laetitia Maria da Bélgica
- Laurent da Bélgica.

## As rainhas consorte
- Luísa Maria d'Orleães (a segunda esposa do rei Leopoldo I, cuja primeira esposa Carlota de Gales tinha morrido antes dele chegar ao trono.
- Maria Henriqueta da Áustria (esposa do rei Leopoldo II)
- Isabel da Baviera, Rainha dos Belgas (esposa do rei Alberto I)
- Astrid da Suécia (esposa do rei Leopoldo III)
- Lilian, Princesa de Réthy (esposa do rei Leopoldo III)
- Fabíola da Bélgica (esposa do rei Babuíno)
- Paola da Bélgica (esposa do rei Alberto II)
- Matilde da Bélgica (esposa do rei Filipe)

## Monogramas
Cada membro da família real da bélgica tem o seu monograma real próprio.

Monograma real de Alberto II da Bélgica
Monograma real de Paola da Bélgica
Monograma real de Filipe da Bélgica
Monograma real de Matilde da Bélgica
Monograma real da princesa Astrid da Bélgica
Monograma real de SM a rainha Fabíola da Bélgica

## Residências reais

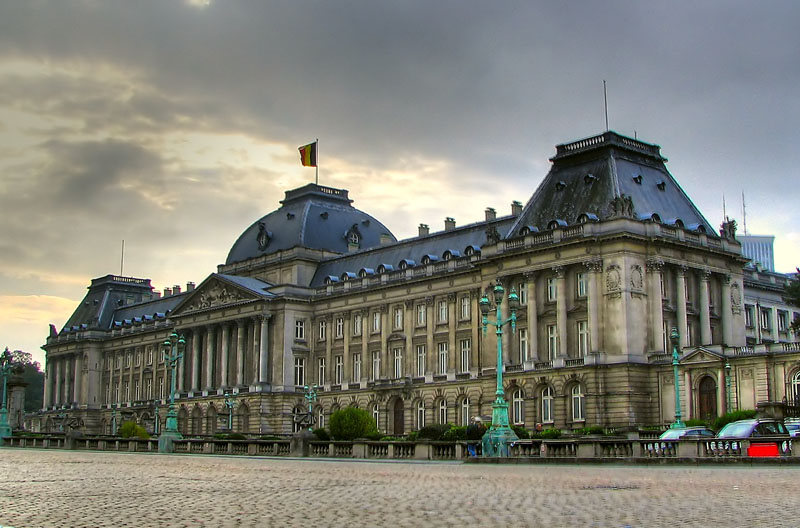
Palácio Real de Bruxelas
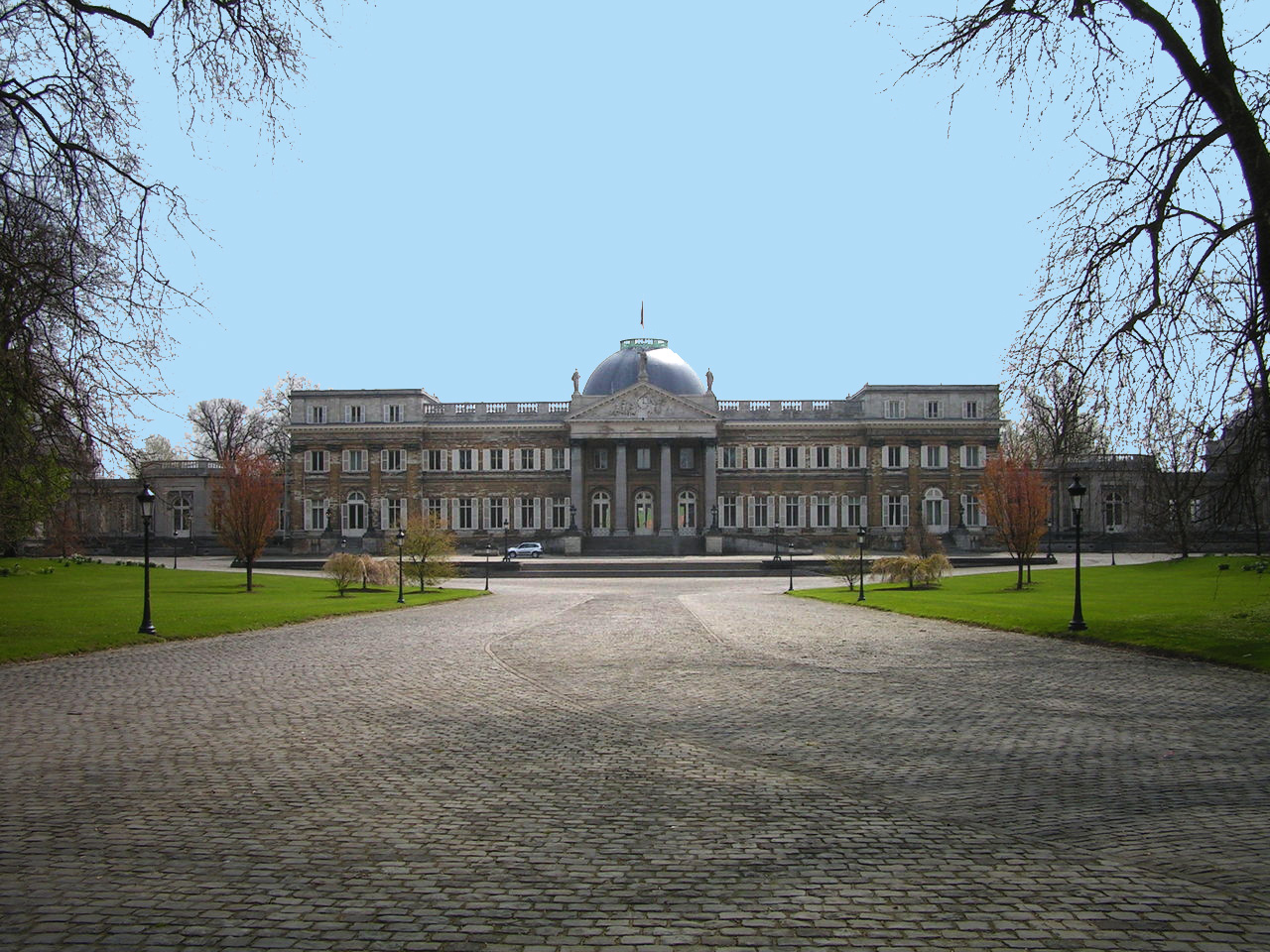
Castelo Real de Laeken
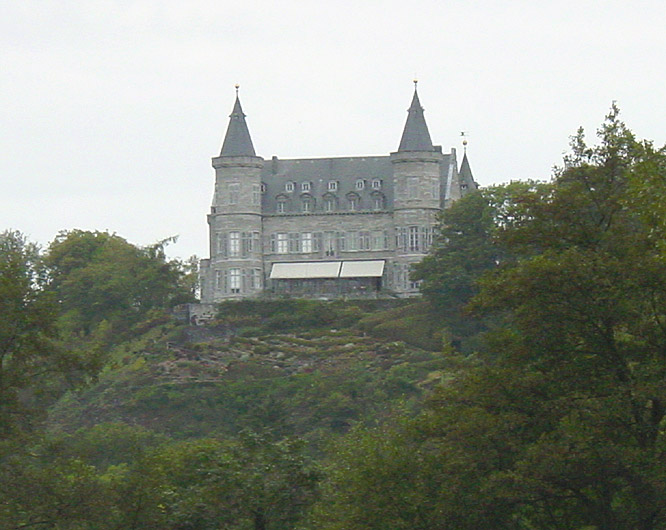
Castelo Real de Ciergnon

A família real belga reside no Castelo Real de Laeken mas também tem à sua disposição o Castelo Real de Ciergnon e o Castelo de Fenffe. Para recepções oficiais e outras funções oficiais a família real usa o Palácio Real de Bruxelas.

## Ligações exernas
- The Belgian monarchy - official site of the Belgian Royal Family
- The Belgian monarchy - official brochure of the Belgium government
- What role for a Belgian monarch? - website Expatica.com